# Шокай (Алтинсаринський район)
Шока́й (каз. Шоқай) — село у складі Алтинсаринського району Костанайської області Казахстану. Входить до складу сільського округу імені Ільяса Омарова.
Населення — 377 осіб (2021; 796 у 2009, 842 у 1999, 913 у 1989).
В радянські часи село називалося Карагайли.